# Lallaing
Lallaing är en kommun i departementet Nord i regionen Hauts-de-France i norra Frankrike. Kommunen ligger i kantonen Douai-Nord som tillhör arrondissementet Douai. År 2022 hade Lallaing 6 212 invånare.

## Befolkningsutveckling
Antalet invånare i kommunen Lallaing
| Referens: INSEE |